# Konklawe 1342
Konklawe 5-7 maja 1342 – trzecie konklawe okresu tzw. „niewoli awiniońskiej papieży” i drugie z kolei, które odbywało się w Awinionie. W jego wyniku papieżem został Klemens VI.

## Śmierć Benedykta XII
Papież Benedykt XII zmarł 25 kwietnia 1342 roku. Na początku swojego pontyfikatu pragnął on powrotu z Awinionu do Rzymu i przeznaczył spore sumy na remonty bazyliki watykańskiej i bazyliki laterańskiej. Niespokojna sytuacja we Włoszech (w tym w samym Rzymie) spowodowała jednak, że szybko porzucił te plany i rozpoczął budowę pałacu papieskiego w Awinionie. Ponadto sprowadził z Rzymu znaczną część kościelnych archiwów i powiększył i tak już sporą przewagę Francuzów w Kolegium Kardynalskim. Zdominowana przez Francuzów kuria papieska była niechętna powrotowi nad Tyber.

## Lista uczestników
W konklawe wzięło udział 18 spośród 19 kardynałów:
- Pierre Desprès (nominacja kardynalska: 20 grudnia 1320) – kardynał biskup Palestriny; komendatariusz kościoła prezbiterialnego S. Pudenziana; prymas Świętego Kolegium Kardynałów; wicekanclerz Świętego Kościoła Rzymskiego
- Bertrand du Pouget (18 grudnia 1316) – kardynał biskup Ostia e Velletri; komendatariusz kościoła prezbiterialnego S. Marcello
- Gauscelin de Jean (18 grudnia 1316) – kardynał biskup Albano; komendatariusz kościoła prezbiterialnego Ss. Marcellino e Pietro; penitencjariusz większy
- Jean-Raymond de Comminges; Kardynał z Comminges[4] (18 grudnia 1327) – kardynał biskup Porto e Santa Rufina; komendatariusz kościołów prezbiterialnych S. Crisogono i S. Croce in Gerusalemme
- Annibaldo di Ceccano (18 grudnia 1327) – kardynał biskup Tusculum; komendatariusz kościoła prezbiterialnego S. Lorenzo in Lucina
- Pedro Gómez de Barroso; Kardynał z Hiszpanii (18 grudnia 1327) – kardynał biskup Sabiny; komendatariusz kościoła prezbiterialnego S. Prassede
- Imbert Dupuis (18 grudnia 1327) – kardynał prezbiter Ss. XII Apostoli; protoprezbiter Świętego Kolegium Kardynałów; kamerling Świętego Kolegium Kardynałów
- Élie Talleyrand de Périgord; Kardynał z Périgord[4] (25 maja 1331) – kardynał prezbiter S. Pietro in Vincoli
- Pierre Bertrand d’Annonay; Kardynał z Autun[4] (20 grudnia 1331) – kardynał prezbiter S. Clemente
- Gozzio Battaglia (18 grudnia 1338) – kardynał prezbiter S. Prisca
- Bertrand de Déaulx; Kardynał z Embrun[4] (18 grudnia 1338) – kardynał prezbiter S. Marco
- Pierre Roger OSB (18 grudnia 1338) – kardynał prezbiter Ss. Nereo ed Achilleo
- Guillaume de Court OCist; Biały Kardynał[4] (18 grudnia 1338) – kardynał prezbiter Ss. IV Coronati
- Bernard d’Albi; Kardynał z Rodez[4] (18 grudnia 1338) – kardynał prezbiter S. Ciriaco alle Terme
- Guillaume d’Aure OSB; Kardynał z Montolieu[4] (18 grudnia 1338) – kardynał prezbiter S. Stefano al Monte Celio
- Raymond Guillaume des Farges (19 grudnia 1310) – kardynał diakon S. Maria Nuova; protodiakon Świętego Kolegium Kardynałów
- Gaillard de la Mothe (18 grudnia 1316) – kardynał diakon S. Lucia in Silice
- Giovanni Colonna (18 grudnia 1327) – kardynał diakon S. Angelo in Pescheria; archiprezbiter bazyliki liberiańskiej

Wśród elektorów było czternastu Francuzów, trzech Włochów i Hiszpan. Jedenastu z nich mianował Jan XXII, sześciu Benedykt XII, a jednego Klemens V.
Urząd kamerlinga Świętego Kościoła Rzymskiego sprawował wówczas Gasbert de Valle, arcybiskup Narbonne i krewny papieża Jana XXII.

### Nieobecny
- Bertrand de Montfavez (18 grudnia 1316) – kardynał diakon S. Maria in Aquiro; archiprezbiter bazyliki laterańskiej

## Wybór Klemensa VI
Konklawe rozpoczęło się 5 maja i trwało zaledwie dwa dni. 7 maja jednogłośnie i przez aklamację wybrany został kardynał Pierre Roger, były kanclerz króla Francji Filipa VI. Elekt przybrał imię Klemens VI i 19 maja został uroczyście koronowany w awiniońskiej katedrze przez kardynała Raymonda Guillaume des Farges.